# Calathea argyrophylla
Calathea argyrophylla là một loài thực vật có hoa trong họ Marantaceae. Loài này được (Linden ex K.Koch) L.H.Bailey & Raffill mô tả khoa học đầu tiên năm 1914.